# Barry Manilow
Barry Alan Pincus, mais conhecido como Barry Manilow, (Brooklyn, 17 de junho de 1943) é um cantor e compositor estadunidense, muito conhecido pelos seus hits dos anos 70 I Write the Songs, Mandy e Copacabana.

## Biografia
A carreira sem igual de Barry Manilow está calcada numa sólida reputação como cantor, compositor, arranjador e produtor. Ele lota casas de espetáculos, bate recordes de audiência na televisão, compõe trilhas de cinema e para a Broadway e já vendeu 60 milhões de discos no mundo todo. Seu sucesso está devidamente ilustrado por uma coleção de prêmios Grammy, Emmy e Tony Awards, além de uma indicação ao Oscar. Portanto, não é à toa que a bíblia da indústria fonográfica Radio & Records o considera imbatível na categoria Adulto Contemporânea de Todos os Tempos.
O envolvimento de Manilow com a música começou com aulas de piano e acordeão na casa de um vizinho. Ele ainda morava no Brooklin quando decidiu que faria disso uma carreira e assim que entrou na Escola de Música de Nova York, conseguiu um emprego de contínuo na CBS para pagar suas despesas, sem jamais imaginar que este seria o primeiro passo para o estrelato.
O golpe de sorte aconteceu numa tarde em que lhe pediram para procurar canções de domínio público para a adaptação do melodrama musical The Drunkard, mas ao invés de atender o pedido, ele compôs a trilha inteira! E o musical fez tanto sucesso que permaneceu em cartaz por oito anos.
Após o debut, Barry se tornou o diretor musical do seriado Callback, acumulando as funções de compositor, produtor e cantor dos jingles para a rádio e TV CBS. Paralelamente, também cantava no clube Upstairs at the Dowstairs, onde conheceu a atriz Bette Midler, que o convidou para ser o pianista e arranjador de seu primeiro disco, The Divine Miss M. Esse álbum recebeu disco de ouro e o Grammy de Melhor do Ano de 1972, o que induziu Barry a produzir o trabalho seguinte da cantora, o platinado Bette Midler (1973).
Na mesma época, ele assinou com a Bell Records — mais tarde, Arista Records — para gravar seu álbum de estreia, mas Midler o persuadiu a continuar como produtor em sua primeira turnê nacional. Ele aceitou, contanto que pudesse cantar três canções na segunda parte do show. Ela concordou. Quando Barry iniciou sua própria turnê em 1974, 'Mandy' já era um hit de 25 consecutivos Top 40, marca que foi superada nos anos seguintes por 'Even Now', 'This One For You', 'Weekend in New England', 'I Write the Songs', 'Trying to Get the Feeling Again' e outras canções de sua autoria.
Bastaram quatro anos para que ele igualasse o feito de Frank Sinatra e Johnny Mathis, com cinco álbuns emparelhados no topo das paradas. Um momento oportuno para a estreia do The Barry Manilow Special, show que obteve audiência de 37 milhões para a ABC-TV e um Emmy Award de Melhor Especial do Ano. Depois vieram The Second Barry Manilow Special (1978), The Third Barry Manilow Special (1979) e a superprodução One Voice (1980), que serviu de aquecimento para a turnê In the Round World (1981-82), cujos melhores momentos estão no box set que bateu o recorde de vendas dos Rolling Stones.
O último show dessa turnê aconteceu no Royal Albert Hall, as notícias da época contam que os fãs enfrentaram a pior tempestade da história inglesa para vê-lo desembarcar no aeroporto Heatrow. Havia trezentos policiais formando um cordão humano para conter o que o British Daily Mail descreveu como "uma histeria jamais vista desde o apogeu de Elvis e dos Beatles". Para retribuir a calorosa recepção, Manilow lançou Live in Britain e se tornou o primeiro americano a estrear no Reino Unido como o nº 1 das paradas na mesma semana de lançamento, conquistando três discos de platina consecutivos e o recorde dos Beatles.
Os dois anos seguintes foram dedicados à Around the World Tour in 80 Dates, que teve como ponto alto o show histórico no Palácio de Blenheim, na Inglaterra, ao qual Barry se refere como o evento mais importante de sua carreira. Ele encerrou a turnê com um concerto beneficente no Royal Festival Hall, tendo a princesa e o príncipe de Gales como anfitriões.
Em 1985, incansável, ele acrescentou um álbum de estúdio às paradas, o primeiro após três anos na estrada, e estreou na CBS a comédia musical Copacabana, baseada na canção homônima que ganhou o Grammy de 1978. Ele conta que a ideia da canção surgiu durante a viagem que fez ao Rio de Janeiro com seu parceiro de composições Bruce Sussman. Ficaram hospedados no Copacabana Palace e de tanto ler o nome do hotel em cinzeiros, toalhas e toda sorte de produtos, passaram a achar a palavra incrivelmente sonora. O espetáculo entrou no Top Ten de produções para TV daquele ano e foi revisitado em 2000 para comemorar os 54 anos de Manilow. A montagem com Franc D'Ambrosio e as Copa Girls foi novamente dirigida por ele e percorreu 32 cidades norte-americanas.
Entre turnês sucessivas, Barry produziu o álbum With My Lover Beside Me, da cantora de jazz Nancy Wilson, além de compor melodias para letras inéditas de Johnny Mercer. O que já havia feito, com a canção 'When October Goes', para o álbum Paradise Cafe (1984). Quando as gravações terminaram, ele partiu para uma aventura no mundo da animação, compondo trilhas para os filmes Thumbelina, The Peeble and the Penguin e Rapunzel.
Seu 30º álbum rendeu tributo a Frank Sinatra reunindo canções que fizeram grande sucesso na voz do cantor. O disco recebeu duas indicações ao Grammy de 1998 e entrou no repertório da turnê realizada no Reino Unido. No ano seguinte, Manilow recrutou trinta músicos de estúdio para encorpar a banda que o acompanharia ao Carnegie Hall, para um show em prol dos vitimados pela Aids.
Sem dúvida foi uma apresentação espetacular. Com quatro décadas de experiência, Barry Manilow sabe o que seus fãs querem ouvir: 'Even Know', 'Somewhere Down the Road', 'Copacabana', 'Can't Smile Without You', 'Mandy'… "Nunca houve uma escolha entre a música e qualquer outra coisa, ninguém, nada conseguiu despertar um sentimento aproximado a essa paixão que me guia através dos anos. Sou totalmente comprometido com a minha música e meus fãs", ele afirma com convicção.

## Discografia

### Álbuns
- 1973 - Barry Manilow I
- 1974 - Barry Manilow II
- 1975 - Tryin' to Get the Feeling
- 1976 - This One's for You
- 1977 - Live! - CD1
- 1977 - Live! - CD2
- 1978 - Even Now
- 1979 - One Voice
- 1980 - Barry
- 1981 - If I Should Love Again
- 1982 - Here Comes The Night
- 1982 - Live In Britain
- 1984 - 2:00 AM Paradise Cafe
- 1985 - Manilow
- 1987 - Swing Street
- 1989 - Barry Manilow
- 1990 - Because It's Christmas
- 1990 - Live On Broadway
- 1991 - Showstoppers
- 1994 - Singin' With The Big Bands
- 1994 - Thumbelina [original soundtrack]
- 1996 - Summer of '78
- 1998 - Manilow Sings Sinatra
- 2001 - Here at the Mayflower
- 2002 - A Christmas Gift of Love
- 2004 - 2Nights Live! - CD1
- 2004 - 2Nights Live! - CD2
- 2004 - Scores - Songs From Copacabana And Harmony
- 2006 - The Greatest Songs Of The Fifties
- 2006 - The Greatest Songs Of The Sixties
- 2007 - In The Swing Of Christmas
- 2007 - The Greatest Songs Of The Seventies
- 2008 - The Greatest Songs Of The Eighties
- 2008 - Beautiful Ballads & Love Songs
- 2010 - 15 Minutes

### Singles
- Mandy (1974)